# Astatotilapia sp. nov. 'dwarf bigeye scraper
Astatotilapia sp. nov. 'dwarf bigeye scraper' је зракоперка из реда Perciformes и фамилије Cichlidae. 

## Угроженост
Ова врста је крајње угрожена и у великој опасности од изумирања.

## Распрострањење
Ареал врсте је ограничен на једну државу. 
Кенија је једино познато природно станиште врсте.

## Станиште
Станишта врсте су језера и језерски екосистеми и слатководна подручја. 